# Národní park Trakai
Národní park Trakai je litevský národně historický kulturní park, který se nachází v oblasti města Trakai ve Vilniuském kraji. Rozloha parku je 82 km². Jeho součástí jsou dvě přírodní rezervace, archeologické naleziště, deset kulturních a přírodních památek a 50 starých původních domů.